# Малартик (Квебек)
Малартик (фр. Malartic) је град у Канади у покрајини Квебек. Према резултатима пописа 2011. у граду је живело 3.449 становника.

## Становништво
Према резултатима пописа становништва из 2011. у граду је живело 3.449 становника, што је за 5,2% мање у односу на попис из 2006. када је регистровано 3.640 житеља.
| 2006. | 2011. |
| ----- | ----- |
| 3.640 | 3.449 |